# Martín Barrios
Martín Barrios Santos (Montevideo, 24 gennaio 1999) è un calciatore uruguaiano, centrocampista del Racing Club.

## Caratteristiche tecniche
È un centrocampista centrale.

## Carriera

### Club
Cresciuto nel settore giovanile del Racing Montevideo, ha esordito il 18 aprile 2018 in occasione del match di campionato pareggiato 1-1 contro il River Plate (M).

### Nazionale
Ha partecipato ai Mondiali Under-20 del 2019.

## Statistiche

### Presenze e reti nei club
Statistiche aggiornate al 2 aprile 2025.
| Stagione                 | Squadra                  | Campionato               | Campionato | Campionato | Coppe nazionali | Coppe nazionali | Coppe nazionali | Coppe continentali | Coppe continentali | Coppe continentali | Altre coppe | Altre coppe | Altre coppe | Totale | Totale |
| Stagione                 | Squadra                  | Comp                     | Pres       | Reti       | Comp            | Pres            | Reti            | Comp               | Pres               | Reti               | Comp        | Pres        | Reti        | Pres   | Reti   |
| ------------------------ | ------------------------ | ------------------------ | ---------- | ---------- | --------------- | --------------- | --------------- | ------------------ | ------------------ | ------------------ | ----------- | ----------- | ----------- | ------ | ------ |
| 2018                     | Racing Montevideo        | PD                       | 12         | 0          | -               | -               | -               | -                  | -                  | -                  | -           | -           | -           | 12     | 0      |
| 2019                     | Racing Montevideo        | PD                       | 27         | 2          | -               | -               | -               | -                  | -                  | -                  | -           | -           | -           | 27     | 2      |
| 2020                     | Racing Montevideo        | SD                       | 19+2       | 3          | -               | -               | -               | -                  | -                  | -                  | -           | -           | -           | 21     | 3      |
| 2021                     | Racing Montevideo        | SD                       | 16+4       | 1          | -               | -               | -               | -                  | -                  | -                  | -           | -           | -           | 20     | 1      |
| Totale Racing Montevideo | Totale Racing Montevideo | Totale Racing Montevideo | 74+6       | 6          |                 | -               | -               |                    | -                  | -                  |             | -           | -           | 80     | 6      |
| 2022                     | Albion                   | PD                       | 31         | 1          | CU              | -               | -               | -                  | -                  | -                  | -           | -           | -           | 31     | 1      |
| 2023                     | Liverpool (M)            | PD                       | 32+4       | 1          | CU              | 1               | 0               | CL                 | 6                  | 0                  | SU          | -           | -           | 43     | 1      |
| gen.-lug. 2024           | Liverpool (M)            | PD                       | 19         | 1          | CU              | 0               | 0               | CL                 | 6                  | 0                  | SU          | 1           | 0           | 26     | 1      |
| Totale Liverpool (M)     | Totale Liverpool (M)     | Totale Liverpool (M)     | 51+4       | 2          |                 | 1               | 0               |                    | 12                 | 0                  |             | 1           | 0           | 69     | 2      |
| lug.-dic. 2024           | Racing Club              | PD                       | 11         | 0          | CA+CdL          | -               | -               | CS                 | 0                  | 0                  | -           | -           | -           | 11     | 0      |
| 2025                     | Racing Club              | PD                       | 9          | 1          | CA              | 1               | 0               | CL                 | 1                  | 0                  | RS          | 0           | 0           | 11     | 1      |
| Totale Racing Club       | Totale Racing Club       | Totale Racing Club       | 20         | 1          |                 | 1               | 0               |                    | 1                  | 0                  |             | 0           | 0           | 22     | 1      |
| Totale carriera          | Totale carriera          | Totale carriera          | 186        | 10         |                 | 2               | 0               |                    | 13                 | 0                  |             | 1           | 0           | 202    | 10     |

## Palmarès

### Club

#### Competizioni nazionali
- Campionato uruguaiano: 1

Liverpool Montevideo: 2023
- Supercopa Uruguaya: 2

Liverpool Montevideo: 2024

#### Competizioni internazionali
- Coppa Sudamericana: 1

Racing Club: 2024
- Recopa Sudamericana: 1

Racing Club: 2025